# Futsal-Regionalliga Nord
Die Futsal-Regionalliga Nord ist die höchste Futsal-Liga im Bereich des Norddeutschen Fußball-Verbands. Die Liga wurde im Jahre 2017 als Nachfolger der Norddeutschen Futsalmeisterschaft eingeführt und dient als Qualifikation zu den Aufstiegsspielen für die Futsal-Bundesliga.

## Geschichte
Im Jahre 2006 trug der Deutsche Fußball-Bund erstmals den DFB-Futsal-Cup, den Vorläufer der Deutschen Futsal-Meisterschaft, aus. Für das Turnier in Göttingen richteten die Vereine eine eigenständige Qualifikation aus, über dessen Modus und Ergebnisse nichts bekannt ist. Erst ein Jahr später richtete der Norddeutsche Fußball-Verband ein Qualifikationsturnier unter eigener Regie ein. Die Hamburg Panthers wurden dreimal Sieger des DFB-Futsal-Cups und sind damit Rekordmeister. Der VfV 06 Hildesheim wurde zweimal Vizemeister. Auf jeweils eine Vizemeisterschaft kommen der SVG Göttingen 07 und der MSV Hamburg.
Am 23. Mai 2017 beschloss das Präsidium des Norddeutschen Fußball-Verbandes die Einführung der Regionalliga Nord zur Saison 2017/18. Zuvor haben sich viele Vereine eine solche Spielklasse beim Verband gewünscht, um eine bessere Konkurrenzsituation und damit eine verlässliche Vergleichbarkeit zu gewährleisten. Zuvor hatten bereits die Regionalverbände in West-, Süd- und Nordostdeutschland entsprechende Regionalligen gegründet. Die HSV-Panthers sicherten sich in der Debütsaison die erste Meisterschaft der neuen Liga. Bis zur Einführung der Futsal-Bundesliga qualifizierte sich der Meister zur Deutschen Futsal-Meisterschaft. Für die Auftaktsaison der Futsal-Bundesliga qualifizierten sich der Meister sowie der Vizemeister der Regionalliga Nord.
Für die nachfolgenden Saisons qualifiziert sich der Meister für die Aufstiegsspiele zur Bundesliga.

## Modus
In der Regionalliga Nord spielen zehn Mannschaften im Ligasystem gegeneinander. Für einen Sieg gibt es drei Punkte, für ein Unentschieden einen Punkt und für eine Niederlage keinen Punkt. Nach Abschluss der Runde qualifizieren sich der Meister für die Relegation zur Futsal-Bundesliga. 
Die beiden Letzten der Tabelle spielen in einer Relegationsrunde mit den aus den vier Landesverbänden qualifizierten Mannschaften in zwei Dreier-Gruppen, jeweils jeder gegen jeden, zwei Aufsteiger aus.

## Teilnehmer
In der Saison 2023/24 nehmen zehn Mannschaften an der Regionalliga Nord teil:
- Wakka Eagles
- Sparta Futsal HSC
- Post- und Telekom Sportverein Kiel
- VfL Oldenburg
- FC Maihan
- BFC Futsal Löwen Nordheide
- TS Woltmershausen
- Hannover 96
- SV Alter Teichweg
- Futsal Hamburg

## Bisherige Meister
Die Tabelle führt alle Meister und Vizemeister der Norddeutschen Futsal-Meisterschaft sowie ab 2017 die der Regionalliga Nord auf. Darüber hinaus wird das jeweilige Abschneiden der Mannschaften beim DFB-Futsal-Cup bzw. ab 2016 der Deutschen Futsal-Meisterschaft aufgeführt.
| Saison  | Meister             | Abschneiden DM         | Vizemeister                        | Abschneiden DM                     |
| ------- | ------------------- | ---------------------- | ---------------------------------- | ---------------------------------- |
| 2007    | VfV 06 Hildesheim   | 2. Platz               | SC Persia Hamburg                  | Vorrunde                           |
| 2008    | VfV 06 Hildesheim   | 3. Platz               | Suchsdorfer SV                     | Vorrunde                           |
| 2009    | VfV 06 Hildesheim   | 2. Platz               | Futsal Hamburg                     | Vorrunde                           |
| 2010    | MSV Hamburg         | 2. Platz               | VfV 06 Hildesheim                  | 4. Platz                           |
| 2011    | MSV Hamburg         | Viertelfinale          | BSC Brunsbüttel                    | Viertelfinale                      |
| 2012    | Hamburg Panthers    | Meister                | Team Yasar Hamburg 1               | Halbfinale                         |
| 2013    | Team Yasar Hamburg  | Viertelfinale          | Hamburg Panthers                   | Meister                            |
| 2014    | TSB Flensburg       | Viertelfinale          | Hamburg Panthers                   | Viertelfinale                      |
| 2015    | Hamburg Panthers    | Meister                | SG Aumund-Vegesack                 | Viertelfinale                      |
| 2016    | FC St. Pauli Futsal | Viertelfinale          | Hamburg Panthers                   | Meister                            |
| 2017    | Hamburg Panthers    | Halbfinale             | FC Fortis Hamburg                  | Halbfinale                         |
| 2017/18 | HSV-Panthers 2      | Halbfinale             | Hamburger Futsal-Club              | Viertelfinale                      |
| 2018/19 | HSV-Panthers        | Finale                 | FC St. Pauli Sala                  | Viertelfinale                      |
| 2019/20 | HSV-Panthers        | Viertelfinale          | SC Vorwärts Wacker 04              | Vorrunde                           |
| 2020/21 | HSV-Panthers        | Finale                 | SC Vorwärts Wacker 04              | Vorrunde                           |
| Meister | Meister             | Abschneiden Relegation | Vizemeister                        | Vizemeister                        |
| 2021/22 | FC St. Pauli Futsal | Aufstieg               | Post- und Telekom Sportverein Kiel | Post- und Telekom Sportverein Kiel |
| 2022/23 | Sparta Futsal HSC   | 3. Platz               | Post- und Telekom Sportverein Kiel | Post- und Telekom Sportverein Kiel |
| 2023/24 | Wakka Eagles        | 3. Platz               | Post- und Telekom Sportverein Kiel | Post- und Telekom Sportverein Kiel |
| 2024/25 | FC St. Pauli Futsal | Keine Teilnahme 3      | FC Maihan                          | FC Maihan                          |